# EX-314

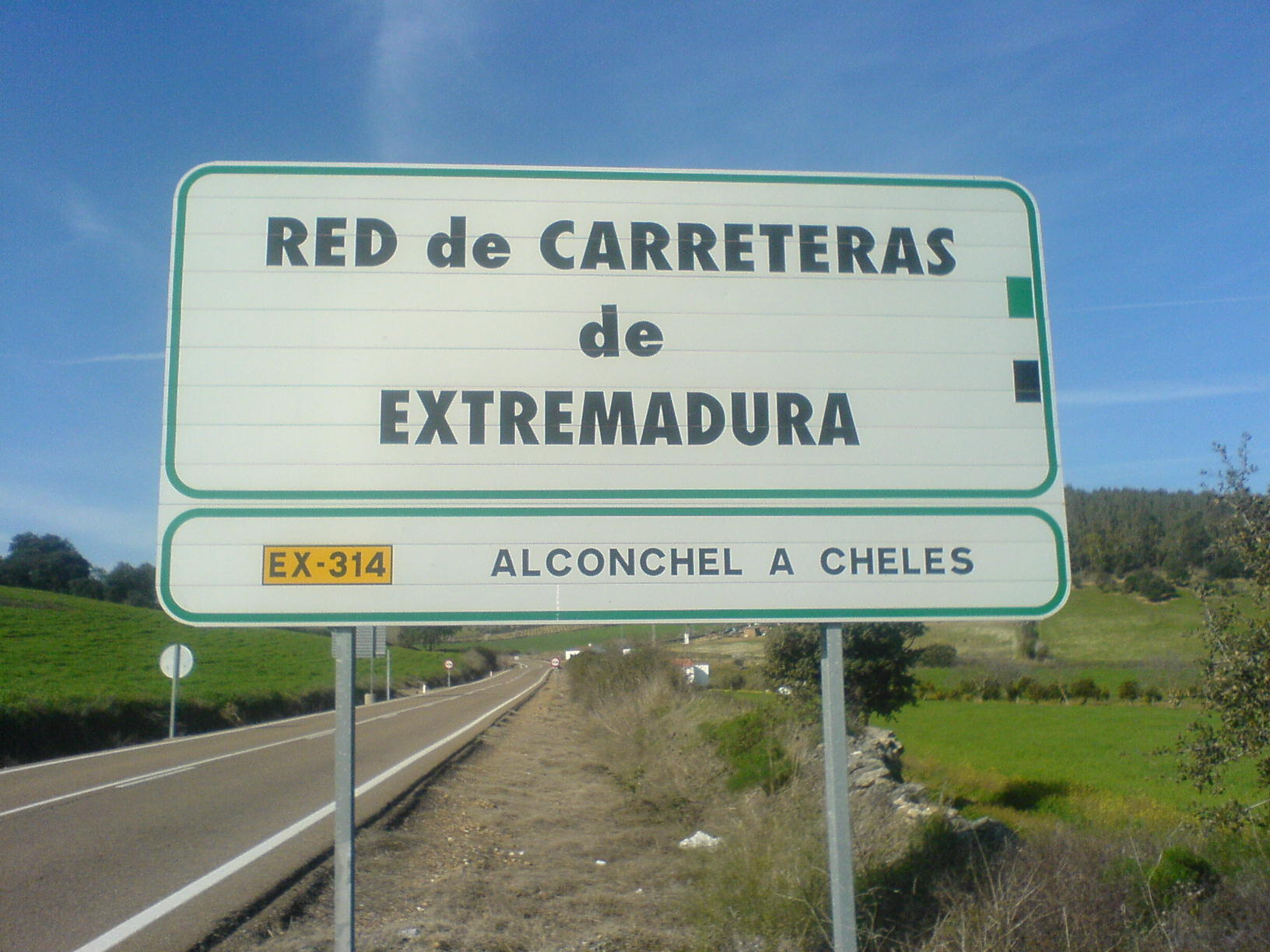
Cartel informativo de la EX-314 cerca de Alconchel.

La EX-314 es una carretera de titularidad de la Junta de Extremadura. Su categoría es local. La denominación oficial es   EX-314 , de Alconchel a Cheles.

## Historia de la carretera
Es la antigua   BA-204 , cuya nomenclatura cambió a   EX-314  al redefinirse la Red de Carreteras de Extremadura en 1997.

## Inicio
Tiene su origen en la intersección con la   EX-107  cerca de la localidad de Alconchel. (38°30′16″N 7°04′19″O / 38.504500, -7.071944)

## Final
El final está en la intersección con la   EX-315 , cerca de la localidad de Cheles. (38°31′25″N 7°15′48″O / 38.523597, -7.263342)

## Trazado, localidades y carreteras enlazadas
La longitud real de la carretera es de 18.610 m, de los que la totalidad discurren en la provincia de Badajoz.
Su desarrollo es el siguiente:
| P. K.  | HITO                              | COORDENADAS                                   |
| ------ | --------------------------------- | --------------------------------------------- |
| 0+000  | Inicio. EX-107 (Alconchel)        | (38°30′16″N 7°04′19″O / 38.504500, -7.071944) |
| 18+610 | Fin: Intersección EX-315 (Cheles) | (38°31′25″N 7°15′48″O / 38.523597, -7.263342) |

## Otros datos de interés
(IMD, estructuras singulares, tramos desdoblados, etc.).
El ancho de la plataforma es de 7 metros, con dos carriles de 3 metros y arcenes de 0,50 metros.
Los datos sobre Intensidades Medias Diarias en el año 2006 son los siguientes:
| P. K.  | IMD | Ligeros | Pesados | % Pesados |
| ------ | --- | ------- | ------- | --------- |
| 14+000 | 142 | 139     | 3       | 2,1       |

## Evolución futura de la carretera
La carretera se encuentra acondicionada dentro de las actuaciones previstas en el Plan Regional de Carreteras de Extremadura.